# Torre Ponça
La Torre Ponça (també escrit Ponsa) és un mas fortificat de Torroella de Montgrí (Baix Empordà), declarat bé cultural d'interès nacional.

## Història
Fou aixecada en la proximitat d'una construcció romana, en els camins que menaven cap a l'establiment grecoromà d'Empúries i al Palau. Sembla que va pertànyer als Pons, nissaga que va tenir certa importància als segles xv i xvi.
A principis del segle xvii era propietat de Francesc de Vilarig i de Biure, però a causa dels deutes que havia contret, la casa va ser subhastada i passà a mans del Comú de Torroella, que el 1654 la va revendre als Batlle, de Flaçà. En una data anterior al 1780 va retornar al Comú, que el 1856 la va vendre en subhasta a Agustí de Robert i Gorgoll, primer marquès de Robert i comte de Torroella de Montgrí.

## Descripció
Situada a l'altiplà de la Muntanya Gran del massís del Montgrí a redós i al nord del cim de Roca Maura,. és una masia de grans dimensions, modernament transformada en casa d'estiueig, i s'articula en forma d'«L» al voltant d'una torre de planta quadrada molt reformada.